# Loukaḯtion
Loukaḯtion (Loukaiti) är en ort i Grekland.   Den ligger i prefekturen Nomós Argolídos och regionen Peloponnesos, i den sydöstra delen av landet, 70 km sydväst om huvudstaden Aten. Loukaḯtion ligger 265 meter över havet och antalet invånare är 196.
Terrängen runt Loukaḯtion är kuperad, och sluttar söderut. Runt Loukaḯtion är det ganska glesbefolkat, med 22 invånare per kvadratkilometer. Närmaste större samhälle är Kranídi, 11,0 km sydväst om Loukaḯtion. Trakten runt Loukaḯtion består i huvudsak av gräsmarker.